# Johann Gottlob Mende
Johann Gottlob Mende (* 3. August 1787 in Siebenlehn; † 14. August 1850 in Leipzig) war ein deutscher Orgelbauer.

## Leben und Werk
Mende machte zunächst eine Lehre als Tischler in Siebenlehn. Er erlernte den Orgelbau bei Karl Albrecht von Knoblauch in Halle (Saale) und gründete 1820 eine eigene Werkstatt in Leipzig. Hier wirkte er von 1821 bis 1848 als der letzte Universitätsorgelbauer.
Mende stand ganz in der Tradition von Gottfried Silbermann und schuf Orgeln im Stil der Frühromantik. Er gilt als eine der bedeutendsten sächsischen Orgelbauer in der ersten Hälfte des 19. Jahrhunderts. Einer seiner Schüler war Julius Strobel. Friedrich Ladegast und Conrad Geißler vertieften sich während ihrer Wanderjahre bei Mende. Von den insgesamt 23 Mende-Orgeln in Sachsen sind noch sieben erhalten.

## Werke
Die römische Zahl bezeichnet die Anzahl der Manuale, ein großes „P“ ein selbstständiges Pedal und die arabische Zahl in der vorletzten Spalte die Anzahl der klingenden Register. Kursivschreibung zeigt an, dass das betreffende Werk nicht oder lediglich der Prospekt erhalten ist.
| Jahr                | Ort                                | Gebäude                      | Bild | Manuale | Register | Bemerkungen |
| ------------------- | ---------------------------------- | ---------------------------- | ---- | ------- | -------- | --- |
| 1820                | Schönefeld (Leipzig)               | Gedächtniskirche Schönefeld  |      | II/P    | 20       | 1898 durch Richard Kreutzbach ersetzt                                                                                       |
| 1822                | Holzhausen (Leipzig)               | Dorfkirche                   |      | I/P     | 13       | unter Einbeziehung von Registern der Vorgängerorgel (1786); erhalten                                                        |
| 1825                | Probstheida                        | Immanuelkirche               |      |         |          | 1927 durch Alfred Schmeisser unter Einbeziehung einiger Pfeifen ersetzt                                                     |
| 1825                | Espenhain                          | Dorfkirche                   |      |         |          | nicht erhalten |
| 1828                | Malkwitz (Wermsdorf)               | Dorfkirche                   |      | I/P     | 9        | erhalten → Orgel |
| 1830                | Wahren                             | Gnadenkirche                 |      |         |          | 1900 durch Jehmlich ersetzt                                                                                                 |
| 1832                | Leutzsch                           | St. Laurentius               |      |         |          | 1900 durch Jehmlich ersetzt                                                                                                 |
| 1834                | Plauen                             | Lutherkirche                 |      |         |          | 1926 durch Jehmlich ersetzt; Prospekt erhalten                                                                              |
| 1841 oder 1843–1844 | Podelwitz (Rackwitz)               | Dorfkirche                   |      | II/P    | 22       | 1888–1903 und 1912 Umdisponierungen; erhalten                                                                               |
| 1842                | Güldengossa                        | Kirche Güldengossa           |      |         |          | nicht erhalten |
| 1843–1844           | Leipzig                            | Paulinerkirche               |      | III/P   | 56       | mehrfach, u. a. durch Ladegast, umgebaut, 1948 Erweiterung durch Eule auf IV/80, 1968 bei der Sprengung der Kirche zerstört |
| 1843–1844           | Belgern                            | Stadtkirche St. Bartholomäus |      | II/P    | 24       | weitgehend erhalten → Orgel                                                                                                 |
| 1842–1845           | Freiberg                           | Nikolaikirche                |      | II/P    | 30       | 1888 Umbau durch Jehmlich; 1976 Verkauf an die Nikolaikirche (Wismar); Prospekt in Freiberg erhalten                        |
| 1845                | Leipzig                            | Schule an der Georgenkirche  |      |         |          | nicht erhalten |
| 1845                | Chemnitz-Wittgensdorf              | Dorfkirche                   |      |         |          | 1921 durch Jehmlich unter Einbeziehung einiger Mende-Register ersetzt; fünf Register erhalten                               |
| 1846                | Connewitz                          | Paul-Gerhardt-Kirche         |      |         |          | 1900 durch Friedrich Ladegast ersetzt                                                                                       |
| 1847                | Leipzig                            | Matthäikirche                |      |         |          | als Ersatz für die Orgel von Christoph Donat (1704); nicht erhalten                                                         |
| 1849                | Chemnitz-Adelsberg-Oberhermersdorf | Kirche                       |      | I/P     | 11       | erhalten; derzeit ausgelagert wegen Kirchenumbau                                                                            |
| 1849–1850           | Kamenz                             | Klosterkirche St. Annen      |      | II/P    | 26       | erhalten |
| 1851                | Bad Liebenwerda                    | St. Nikolai                  |      |         |          | 1922 durch Wilhelm Rühlmann ersetzt; Gehäuse erhalten                                                                       |